# أوكتين

1-أوكتين

الأوكيتينات هي مجموعة مركبات عضوية هيدروكربونية من الألكينات لها الصيغة الكيميائية المجملة C8H16، بالتالي فهي مركبات متصاوغة وتحتلف فيما بينها بموقع الرابطة المضاعفة على السلسلة الكربونية.
تشمل المتصاوغات كل من
- 1-أوكتين
- 2-أوكتين
- 3-أوكتين
- 4-أوكتين

يمكن أن تستخدم الأوكتينات مواداً أولية في تفاعلات البلمرة مع أحاديات قسيمة (مونوميرات) أخرى، وتدخل في عدد من الصناعات التطبيقية مثل صناعة المنظفات.